# خوسيه أنطونيو سارو
خوسيه أنطونيو سارو (بالإسبانية: José Antonio Saro)‏ هو مدرب كرة قدم ولاعب كرة قدم إسباني في مركز نصف الجناح، ولد في 10 يناير 1938 في سانتاندير في إسبانيا. لعب مع ريال مورسيا وسيلتا فيغو ونادي سالامانكا.